# Piet den Boer
Piet den Boer (Rotterdam, 17 marzo 1958) è un ex calciatore olandese, di ruolo attaccante.

## Carriera
Attaccante, esordisce nell'Excelsior nella stagione 1981-1982. La squadra ottiene la promozione in Eredivisie, e den Boer si trasferisce in Belgio nel Malines, militante anch'esso in seconda divisione, ottenendo una nuova promozione, questa volta nella Division I, che segna l'inizio di uno dei migliori periodi della storia del club: i giallorossi vincono infatti la Coupe de Belgique 1986-1987, la Coppa delle Coppe 1987-1988 (battendo 1-0 nella finale di Strasburgo i campioni in carica dell'Ajax con un gol segnato proprio da den Boer, che segna quattro reti in totale), la Supercoppa UEFA 1988 e la Division I 1988-1989. Dopo questi successi den Boer si trasferisce in Francia, prima nel Bordeaux, poi nel Caen, prima di tornare nelle divisioni inferiori del Belgio per chiudere la carriera nel Tielen.

## Palmarès

### Club

#### Competizioni nazionali
- Campionato belga: 1

Mechelen: 1988-1989
- Seconda Divisione belga: 1

Mechelen: 1982-1983
- Coppa del Belgio: 1

Mechelen: 1986-1987

#### Competizioni internazionali
- Coppa delle Coppe: 1

Mechelen: 1987-1988
- Supercoppa UEFA: 1

Mechelen: 1988